# カールトン・H・ライト
カールトン・ハーバート・ライト（Carleton Herbert Wright, 1892年6月2日-1970年6月27日）は、アメリカ合衆国の海軍軍人。
最終階級は海軍少将。ガダルカナル島の戦い後期に起こったルンガ沖夜戦の米海軍側指揮官。本国に帰還後は、1944年7月17日に起こったポートシカゴの惨事の対応にあたった。

## 生涯

### 真珠湾攻撃まで
アイオワ州チカソー郡ニューハンプトンで生まれる。ライトは1912年に海軍兵学校（アナポリス）を卒業。卒業年次から「アナポリス1912年組」と呼称されたこの世代からは、他に潜水艦部隊を率いたチャールズ・A・ロックウッド、海軍作戦部長になったルイス・デンフェルド、太平洋艦隊参謀長を務めたチャールズ・ホレイショ・マクモリス、ソロモン諸島の戦いでの水上戦闘で活躍したアーロン・S・メリル、空母任務群を率いたアルフレッド・E・モントゴメリーやデウィット・C・ラムゼーらを輩出した。ライトの成績は156名中16位というものだった。
第一次世界大戦に参戦後、ライトはアイルランドのクイーンズタウンに派遣された駆逐艦「ジャーヴィス」に乗り組み、船団護衛に従事する。次いで、北海を通って大西洋に出撃しようとするドイツUボートの通過を防ぐ機雷礁の構築作戦に参加した。しかし、完了まであとわずかとなった時に大戦が終結した。大戦終結直後の1918年から1920年にかけては砲術研究学生課程を受講し、受講後は1935年まで様々な艦艇や陸上砲の砲術部門ポストおよび人事部門ポストを務める。1935年から1936年には第18駆逐隊司令となり、1941年までの間にはヨークタウン機雷貯蔵庫の所長などを歴任した。大佐に昇進後の1941年5月31日からは重巡洋艦「オーガスタ」艦長となり、そのポジションで真珠湾攻撃による第二次世界大戦参戦を迎えた。

### ルンガ沖夜戦
1942年5月、ライトは海軍少将に昇進し、第11任務部隊司令官として空母「サラトガ」 の直衛任務にあたる。ライトは重巡洋艦「ミネアポリス」を旗艦とし、8月24日の第二次ソロモン海戦以降、ガダルカナル島の戦いに参戦していく。
ガダルカナル島を巡る海の戦いは熾烈を極めた。第67任務部隊はリッチモンド・K・ターナー少将（アナポリス1908年組）に率いられてガダルカナル島の戦いの矢面に立って日本艦隊と対決していたが、11月11日から14日までの第三次ソロモン海戦では、日米双方の艦隊に大きな損害が出た。指揮下の任務群を率いていたダニエル・J・キャラハン（アナポリス1911年組）、ノーマン・スコット（アナポリス1911年組）両少将は戦死し、指揮下の巡洋艦と駆逐艦にも大きな損害が出た。海戦後、第67任務部隊は再編成され、新しい指揮官にトーマス・C・キンケイド少将（アナポリス1908年組）が着任する。キンケイドは、日本艦隊が得意とした夜戦戦術に対抗するため、次のような戦術を考案した。
- レーダーを活用して先に敵を探知して、接敵行動に移る。
- レーダーとともに偵察機を活用し、照明弾投下によって日本艦隊の動きを明らかにする。
- 駆逐艦群は日本艦隊に接近して雷撃を行ったあとすぐに避退し、その後で巡洋艦群が適度な距離から砲撃を開始する。

しかし、この戦術を考案したキンケイドはすぐにアリューシャン列島方面に転出し、キンケイドの後任として着任したのがライトだった。ライトはキンケイドの戦術をそのまま利用して日本艦隊との対決の時に臨むこととなった。
11月29日、ウィリアム・ハルゼー大将（アナポリス1904年組）の命を受けたライトは第67任務部隊を率いて「東京急行」を封じるべくガダルカナル島沖に急行した。11月30日が終わろうとするその少し前、田中頼三少将率いる第二水雷戦隊の一隊がサボ島の西南方からアイアンボトム・サウンドに進入。第67任務部隊はレンゴ水道からヘンダーソン飛行場寄りのコースで進入した。
深夜、互いの部隊が相手を探知したことからルンガ沖夜戦が始まった。第67任務部隊の攻撃は、ライトの旗艦である「ミネアポリス」の砲撃により警戒隊の駆逐艦「高波」を爆発炎上させた。しかし、「高波」が撃たれ続けている間に第二水雷戦隊が発射した酸素魚雷が第67任務部隊に襲い掛かった。「ミネアポリス」には魚雷が左舷艦首に2本命中し、一番砲塔より前部がもぎ取られ、ボイラー室と発電室が大きく損傷した。特にボイラー室は海水に浸るほどの被害であったが、応急措置と巧みな操艦術により沈没は免れ、「ミネアポリス」はツラギ島に後退した。後ろを航行していた「ニューオーリンズ」も魚雷の命中で艦首をもぎ取られたが、こちらは一番砲塔も失った。「ペンサコーラ」も艦後部に魚雷が命中して大きく損傷し、巡洋艦群の最後を航行していた副将マーロン・S・ティスデイル少将（アナポリス1912年組）指揮下の「ノーザンプトン」は魚雷が2本命中して沈没した。ティスデイルが座乗していた軽巡洋艦「ホノルル」のみは被害がなく、ライトはティスデイルに乱れた部隊の建て直しを命じて避退していった。ツラギ島に到着すると、「ミネアポリス」は敵の目を欺くためヤシの葉や低木でカムフラージュされ、「ニューオーリンズ」もこれに倣った。
歴史家サミュエル・エリオット・モリソン曰く、ルンガ沖夜戦は「優勢な巡洋艦隊が劣勢な日本の駆逐艦に痛めつけられて敗北した海戦」だった。「高波」を撃沈して輸送任務を挫いたとはいえ、「ノーザンプトン」を失ってその他3隻の重巡洋艦も大破して長期の戦線離脱を余儀なくされた。また、田中の指揮下にあった駆逐艦がすべて自己の指揮下にあったのとは対照的に、ライト指揮下の艦艇のうち「ミネアポリス」と「ニューオーリンズ」以外は指揮下に入って日も浅かった。采配の面でも、ライトは海戦の前、巡洋艦搭載の水上偵察機を、被弾により邪魔になることを警戒して事前にツラギ島に派遣させた。ライトの考えでは、そこから発進して第67任務部隊の援護にあたらせようとしたが、肝心の海戦前後は無風状態で発進できず、ライトの配慮は裏目に出た。海戦に入って、部隊の前衛に位置していた駆逐艦「フレッチャー」から魚雷発射要請が出されたが、ライトは「距離が遠すぎる」として採用しなかった。もっともこれは、第二水雷戦隊とガダルカナル島の海岸部が交じり合って探知の妨害となり、明確ではない点があったためでもある。極めつけは戦闘に入ってからも速力を計画通りのスピードで維持させたことで、「魚雷は狙いたがわず目標に命中した」。いずれにせよ、海戦を通じてライトの采配ぶりはただ一言、「慎重」につきた。そして、「名声に破滅をもたらした」。
一人の指揮官が戦術を考案し、その戦術を活用することなく他へ転出し、その後継者が前任者の戦術を活用して戦った一つの例としては、1943年8月6日のベラ湾夜戦がある。この海戦でもアーレイ・バーク中佐（当時）（アナポリス1923年組）が戦術を編み出したものの転出で自らの戦術を実践することがこのときはできず、後任のフレデリック・ムースブラッガー中佐（当時）（アナポリス1923年組）がバーク考案の戦術をそのまま踏襲して日本艦隊と戦い、完勝を収めた。ライトの戦いは、それとは対照的な結果となった。
海戦のあと、ライトは海軍十字章を授与されたが戦線からは外れることとなり、ワシントンD.C.の海軍省に一時勤務ののち、1944年に入って第4巡洋艦群の指揮を執ったが、間もなくサンフランシスコの第12海軍区司令官となって水上艦から離れることとなった。海戦の勝者でアメリカ側から「タフネス」と称えられた田中は日本海軍内で評価されず、舞鶴、ラングーンと西へ西へ移って二度と水上戦闘には戻ることはなかった。偶然ではあるが、ライトと田中はアイアンボトム・サウンドを中心して互いに全く逆の方角に異動し、水上戦闘の場から離れることとなった。

### ポートシカゴの惨事と戦後
1944年7月17日、ポートシカゴの海軍兵器庫で大爆発が発生して、死者320名、負傷者390名を出す、後世に「ポートシカゴの惨事」と呼ばれる大事故が発生した。死傷者には多くのアフリカ系アメリカ人の水兵が含まれており、彼らの作業環境はよくなく「積み込み競争」が行われていた。査問委員会と追悼式が開かれたのち、ライトは犠牲者の幾名かに海軍・海兵隊勲章を追贈して事故の早期幕引きを図り、再開される弾薬搭載計画のために水兵の尻を叩いた。しかし、補充された新兵は以前と変わらぬ危険な作業環境をよしとせず、通称「ポートシカゴの50人」を初めとする328名の水兵は事実上のストライキに入った。ライトは作業に戻るよう促すが、「ポートシカゴの50人」はこれに納得せず「反逆者」扱いにされて営倉行きとなった。軍法会議如何によっては重罪は明らかではあったが、海軍内における人種差別の実態が徐々に明らかになるにつれ風は変わり、戦争終結後からの軍における人種差別撤廃の契機となった。
1946年3月、ライトは太平洋艦隊および太平洋区域担当の軍査察使となり、次いでマリアナ諸島方面部隊の副司令を務めたのち、1948年10月に退役する。その後は1970年6月27日に78歳で亡くなるまで、カリフォルニア州クレアモントで余生を過ごした。